# Verena von Stackelberg
Verena von Stackelberg (* 1977 in Heidelberg) ist eine deutsche Filmkuratorin und Programmgestalterin sowie Gründerin und Geschäftsführerin des Berliner Kinos Wolf. Sie ist Mitglied des Auswahlkomitees der Berlinale.

## Beruflicher Werdegang
Von Stackelberg studierte Medienkunst in Barcelona sowie Fotografie und Film in London, wo sie zehn Jahre lang lebte. Sie arbeitete dort fünf Jahre als Veranstaltungschefin der Kinokette Curzon.
Nach ihrem Umzug nach Berlin 2008 arbeitete sie für den Filmverleih Filmgalerie 451 sowie als Programmgestalterin für Filmfestivals und das Soho House Berlin. Am 1. März 2017 eröffnete sie das Kino Wolf in Berlin-Neukölln, dessen Geschäftsführerin sie ist (Stand 2023).
Von Stackelberg übernahm auch Funktionen im Rahmen des Cambridge Film Festivals und der Berlinale: Sie gehörte zwischen 2013 und 2017 zum Wettbewerbsgremium und ist dort seit 2019 Teil des Auswahlkomitees.
Laut einem Interview mit dem Tagesspiegel aus dem Jahr 2015 hat sie ihren Beruf gewählt, um „Verständnis [zu] schaffen für den filmischen Prozess“. Ihrer Meinung nach bräuchten bestimmte Filme Begleitung, weil sie Kunstwerke seien, die besser in einem Kenntnisse und Kommunikation fördernden Rahmen wirken.
Von Stackelberg ist Mitbegründerin des 2019 ins Leben gerufenen Hauptverbandes Cinephilie (HVC).

## Privates
Von Stackelberg ist seit 2016 Mutter eines Sohnes.